# Cacique (guaro)
Cacique es una marca de aguardientes hechos a base de caña de azúcar típicos en Costa Rica, propiedad de la estatal Fábrica Nacional de Licores (FANAL). Fue lanzada en 1980 y se compone de tres productos: guaro, ron Colorado y ginebra Extraconcha, que se consideran el pilar tradicional de los licores costarricenses.
De sus tres aguardientes, el guaro es el más consumido, debido a que es un espíritu neutro de caña con alta calidad, muy popular y de gran versatilidad, se elabora desde la época colonial. Con la base del guaro mezclada o añadida a diversos aromatizantes e ingredientes se producen las otras dos variedades de Cacique: el Colorado y la Extraconcha, con sabores a ron y ginebra, respectivamente.

## Historia
En Costa Rica la tradición del guaro es bastante antigua, ya que se produce aguardiente de caña desde la época colonial, cuando el gobierno real español decidió establecer el monopolio centroamericano de producción etílica en la entonces provincia de Costa Rica, de la Capitanía General de Guatemala. Llegada la independencia de España, con tal de evitar la destilación clandestina de alcohol, el gobierno del presidente Juan Rafael Mora Porras nacionalizó esta industria y creó la Fábrica Nacional de Licores (FANAL) en 1850, consolidando un monopolio en la elaboración de varias bebidas de este tipo, desde entonces y hasta inicios del presente siglo.
Para las fechas del establecimiento de la FANAL ya se producían, además del guaro; ron, ginebra y varios licores, cremas y destilados (anís, café, menta, naranja, entre otros) de manera que el consumo de aguardientes tiene bastante trayectoria en la culinaria local, que al convivir en un monopolio no necesitó del establecimiento de marcas sino hasta finales del siglo xx. Es por esto que en 1980, en búsqueda de consolidar una identidad comercial, surge Cacique, que actualmente engloba a los tres licores, y cuyo nombre se da en tributo al descubrimiento de restos arqueológicos indígenas durante la construcción de la contemporánea fábrica de licores en el cantón de Grecia, provincia de Alajuela. De manera que en contexto, el cacique era el líder de diversos grupos indígenas en las sociedades nativas del continente americano, por lo que además de reconocer el descubrimiento arqueológico en los terrenos de la fábrica, se aprovechó el trasfondo de respeto y jerarquía del nombre.
Actualmente, la FANAL ya no posee la exclusividad para producir guaro, y se permite la destilación de aguardientes similares y la importación de licores del mismo tipo, que necesitan una concesión del Consejo Nacional de Producción para poder circular en el mercado costarricense. Esto ha incidido en notables bajas en el consumo de Cacique, debido a la alta competencia, a pesar de que el guaro de esta marca sigue siendo el más vendido del país, y tanto el ron Colorado como la ginebra Extraconcha, se encuentran también bastante posicionados.
Desde 2016 la destiladora estatal exporta guaro a Sur y Centroamérica, en un intento por elevar sus disminuidas ventas, y además trabaja en la colocación del producto en América del Norte, el Caribe, Rusia y varios países de Asia.

## Características

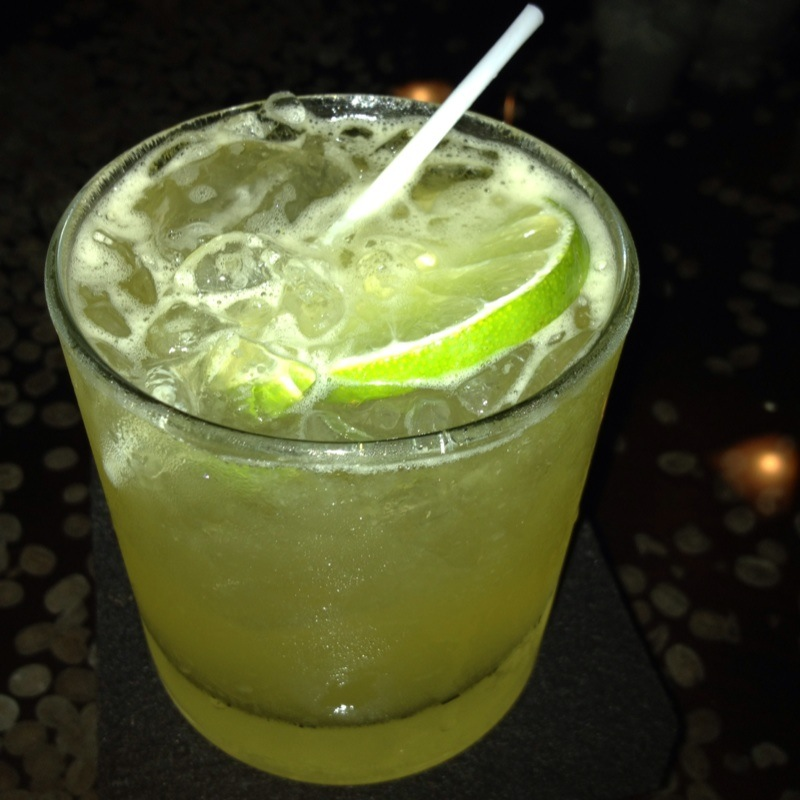
Un guaro sour, cóctel muy popular que mezcla guaro con limón y jarabe de azúcar.

El aguardiente de caña Cacique es uno de los mejores del mundo en su tipo, se elabora a partir del guarapo o maleza de la caña de azúcar que se deja fermentar para obtener una base etílica, que posteriormente se madura (no se añeja, solo se deja reposar) alrededor de 10 o 15 años en toneles de roble blanco quemado, lo que permitirá su destilación final para producir el guaro, bastante neutro y de alta pureza, con un ligero sabor dulce resultante del azúcar de la caña. Con este destilado final, añadiendo diversos ingredientes, se elabora también el Colorado y la Extraconcha, que obtienen al concluir el proceso de producción, un gusto a ron ligero y a ginebra de enebro y limón, respectivamente.
De esta forma, los tres licores resultan con una graduación alcohólica de 30°% vol./60ª proof., que por ley debe mantenerse como mínimo en ese volumen, desde 1992. Todos pueden encontrarse comercializados en diversas licorerías, bares y supermercados en sus dos presentaciones: de 1 litro en botella de vidrio y de 350 ml en envase plástico (esta última conocida como pacha), además también circula una botella de 750 ml de guaro. Por sus características estos productos son sumamente utilizados en coctelería y cocina, para elaborar todo tipo de tragos, platillos y postres.

## Licores

### Guaro

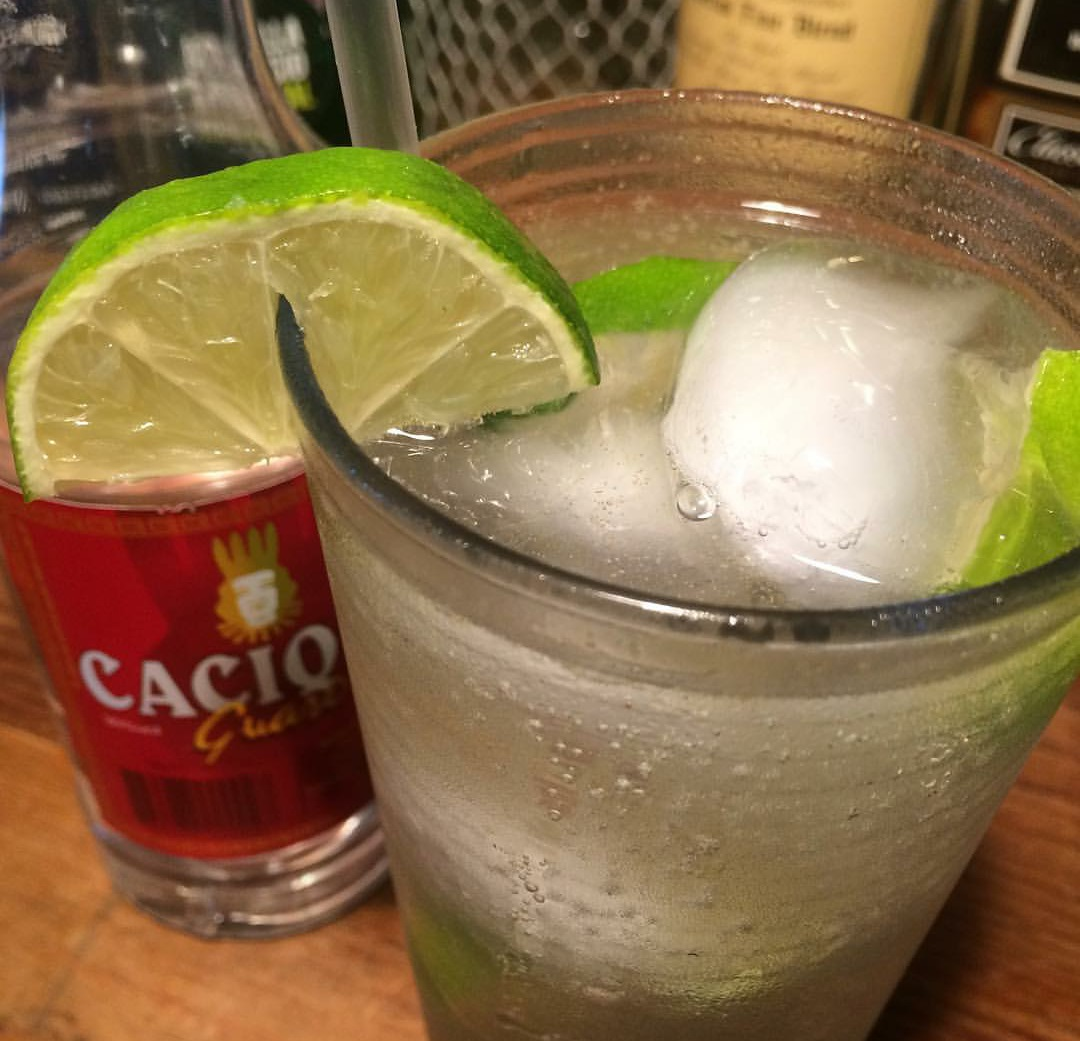
Guaro rojo tradicional servido con miel de abeja y limón.

El Guaro Cacique es un aguardiente claro hecho a base de caña de azúcar, de alta pureza y calidad, con un sabor neutro y un poco dulce. Se elabora desde la segunda mitad del siglo xviii en Costa Rica, y para asegurar su calidad es que se crea la Fábrica Nacional de Licores en 1850, lo que sujetó su producción a un monopolio estatal que se mantuvo en exclusividad por más de un siglo y medio, hasta 2006.
Actualmente es el destilado más vendido en el mercado costarricense, muy utilizado en la coctelería por su gran versatilidad, destacando diversas preparaciones como el guaro con coca, al que se le agrega regularmente Coca Cola; el guaro sour, con limón; el chiliguaro, con tomate, chile, limón y sal; y gran cantidad de mezclas con todo tipo de saborizantes artificiales y naturales, especialmente bebidas carbonatadas de toronja, gingerale o limón. Su etiqueta es de color rojo, se comercializa en botellas de 1 litro, 750 ml y 350 ml, y desde 2016 se exporta a los Estados Unidos, Canadá, Rusia y diversos países de América Latina y Asia.

#### Guaro superior
El Guaro Superior Cacique es una variante del guaro tradicional de etiqueta roja, que se produce bajo estrictos controles de calidad con alcohol rectificado de alta pureza, que es sometido a una purificación adicional. Este licor elaborado a base de caña es filtrado por medio de carbón activado para concederle distintas cualidades organolépticas, con un aroma perfeccionado y mayor pureza, lo que le da un volumen de 35°% vol./70° proof. Se distribuye en dos presentaciones de 750 y 350 ml, en botellas con etiqueta negra, bastante utilizadas en coctelería fina.

### Ginebra

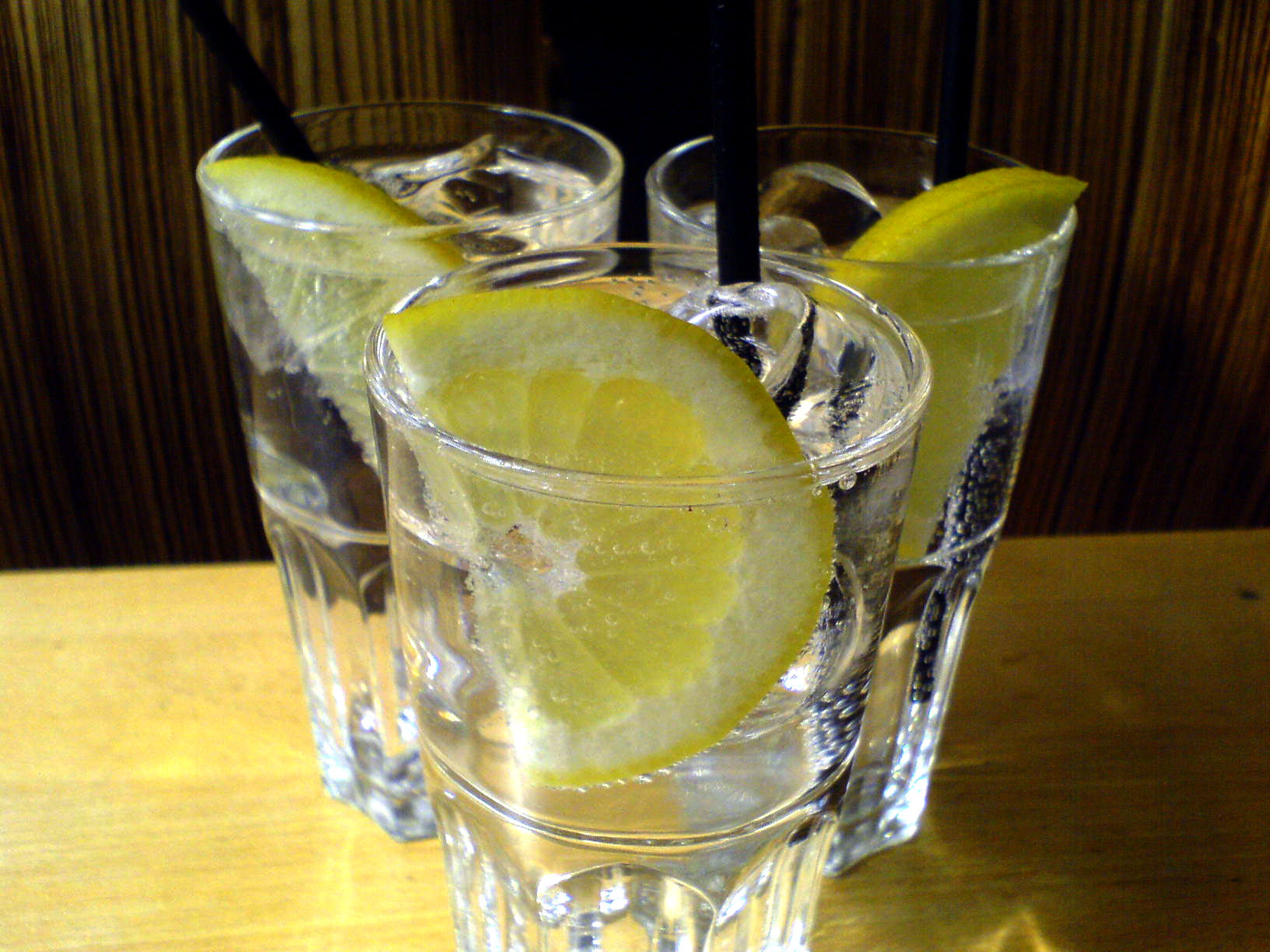
Un gin tonic con limón.

La ginebra es de gran importancia en la gastronomía de Costa Rica, especialmente en el Valle Central, de esta forma, al menos desde la segunda mitad del siglo xix se produce la Ginebra Extraconcha Cacique, de herencia británica. Este licor se elabora a base de espíritu neutro de caña de alta pureza, que se mezcla con destilados naturales de limón y enebro, lo que le da esencia de ginebra, muy popular en el país y con un gran prestigio. Su etiqueta es azul, puede encontrarse en botellas de 1 litro y 350 ml.

### Ron
El Ron Colorado Cacique en realidad es un aguardiente ámbar hecho a base de espíritu neutro de caña de azúcar, mezclado con caramelo, y no un ron propiamente dicho, pues no lleva ningún proceso de añejado en solera, y su graduación es de apenas un 30%vol. Pese a esto, fue el primer licor en ser registrado bajo la denominación de ron en Costa Rica y en la actualidad es bastante popular, especialmente para su utilización en gran cantidad de postres y repostería, al poseer un gusto a ron ligero, con aroma dulce y frutal. Su etiqueta es dorada, puede encontrarse en botellas de 1 litro y 350 ml.